# Лихтенфелс (Хесен)
Лихтенфелс (њем. Lichtenfels) град је у њемачкој савезној држави Хесен. Једно је од 22 општинска средишта округа Валдек-Франкенберг. Према процјени из 2010. у граду је живјело 4.197 становника. Посједује регионалну шифру (AGS) 6635016.

## Географски и демографски подаци
Лихтенфелс се налази у савезној држави Хесен у округу Валдек-Франкенберг. Град се налази на надморској висини од 410 метара. Површина општине износи 96,7 km². У самом граду је, према процјени из 2010. године, живјело 4.197 становника. Просјечна густина становништва износи 43 становника/km².